# Бипирамида
Бипирамида или дипирамида является трёхмерным многогранником, сформированным из двух пирамид, одна из которых является зеркальным отражением другой. Место соединения пирамид образует общую фигуру в виде многоугольника. Простая бипирамида формируется при сложении двух тетраэдров. При основании пирамиды в виде квадрата, причём боковые грани её равносторонние треугольники, формируется бипирамида, известная как октаэдр.
При увеличении числа сторон многоугольника в основании пирамиды, в пределе формируется круг или эллипс и образуется два конуса, соединённые основаниями.
Элементы, составляющие бипирамиду: 

Ребра — линии, соединяющие вершины. 

Грани — плоские поверхности, ограниченные рёбрами, треугольной или трапецеидальной формы.
В кристаллографии применяется термин (гексагональная сингония) для классификации кристаллов. Например, гексагональная бипирамида образована из пирамид в основании которых лежит правильный шестиугольник, общий для двух пирамид.

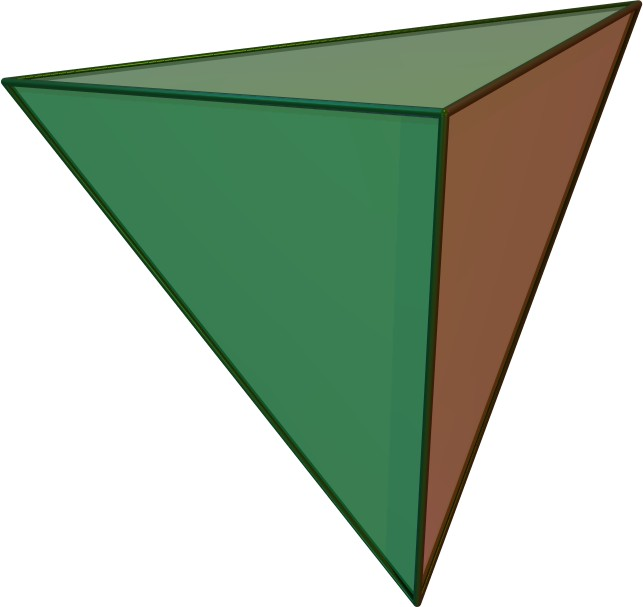
тетраэдр
тригональная бипирамида
октаэдр
гексагональная бипирамида

## Бипирамиды сложной геометрии
Бипирамида как термин может применяться и для характеристики объектов, которые состоят из двух пирамид независимо от симметрии, зеркальности частей или формы соединения частей. Элементарные формы бипирамид применяют для описания более сложных форм кристаллов, например, при огранке кристаллов (алмазов). Например, форма октаэдра, состоящего из двух усечённых пирамид (тетрагональная усечённая бипирамида) или кардиоид (форма обработанного алмаза), одна часть которого имеет форму пирамиды, а другая часть — форму усечённой пирамиды.
Соединение двух тетраэдров может дать и более сложную форму в виде тригональной звёздчатой бипирамиды. Реальные формы кристаллов и алмазов значительно отличаются от приведённых выше идеальных форм, которые рассматривает геометрия и математика.

Тетрагональная усечённая бипирамида
Бипирамида — кардиоид
Бипирамида — тригональная звёздчатая

В форме октаэдра кристаллизуются: алмазы, перовскит, оливин, флюорит, шпинель.